# 4235 Татищев
4235 Татищев (4235 Tatishchev) — астероїд головного поясу, відкритий 27 вересня 1978 року.
Тіссеранів параметр щодо Юпітера — 3,257.